# Kapkolonien
Kapkolonien (1795-1910) var en koloni i det, der i dag er Sydafrika, etableret af det hollandske Ostindiske kompagni i 1652 med grundlæggelsen af Kapstaden. Den blev grundlagt som en mellemstation for skibe, der sejlede mellem Holland og Batavia. Senere bevægede nybyggere sig ind i landet og opdyrkede det. De kom hurtigt i konflikt med khoikhoier ("hottentotter") og sanfolket ("buskmænd").
Storbritannien besatte kolonien i 1795 og annekterede den i 1806. De fortsatte konflikter mellem nybyggerne, boerne, og de indfødte gjorde, at briterne i 1820 indledte en kampagne for at få briter til at slå sig ned i kolonien. Indtil da havde det nederlandske sprog været enerådende, men nu begyndte engelsk at gøre sig gældende.
Fra 1836 til 1840 flyttede mængder af misfornøjede boere i det, som blev kendt som Great Trek, ud af kolonien over floderne Oranje og Vaal og etablerede en række boerrepublikker, deriblandt Sydafrikanske republik (Transvaal) og Oranjefristaten. De næste 100 år prægedes området af konflikter mellem briter og boere, konflikter som kulminerede i første og anden boerkrig. Med den britiske sejr i 1902 blev Oranjefristaten og Sydafrikanske republik britiske kolonier, og Kapkolonien sluttede sig til disse i Sydafrikanske union i 1910.
Kapkolonien var længe helt afhængig af landbrug. Fundet af diamanter i Kimberley i 1871 udløste en strøm af kolonister fra Europa, hovedsagelig briter, og der opstod store minesamfund i Kapkolonien. Cecil Rhodes blev gennem denne minedrift en mægtig mand, og han brugte sin position til at fremme britisk imperialisme. Han blev senere statsminister i kolonien, men måtte gå af efter et mislykket kupforsøg i Transvaal, kendt som Jameson Raid.
Kapkolonien havde et areal som Kap-provinsen, og den strakte sig fra Atlanterhavskysten og langs sydkysten. Kolonien udgjorde cirka halvdelen af dagens Sydafrika. Grænsen mod øst gik til slut langs Fish River efter flere krige mod xhosaerne. I nord var floden Oranje eller Gariep længe grænsen, men noget land mellem floden og Botswanas sydgrænse blev senere lagt til kolonien.

## Historie

### Den første europæiske bosættelse
Den hollandske bosætning i området begyndte i marts 1647, da "Nieuwe Haarlem" led skibbrud. De skibbrudne byggede et lille fort, som de kaldte "Sand Fort af Kap Det Gode Håb". De blev der i næsten et år, før de blev reddet af en flåde på 12 skibe under ledelse af W.G. de Jong. Efter at de var tilbage i Holland, forsøgte nogle af de skibbrudne at overtale det hollandske Ostindiske kompagni (VOC) til at åbne et handelscenter ved Kap.
En ekspedition på 90 calvinist–nybyggere under ledelse af Jan van Riebeeck, grundlagde den første permanente bosætning ved Kap Det Gode Håb i 1652. Van Riebeeck var på et af redningsskibene, som var kommet de skibbrudne sømænd til undsætning, og da han så landet, bestemte han sig for at rejse tilbage. De ankom til stedet, hvor Kapstaden nu ligger den 6. april 1652 med fem skibe:
1. "Reijger"
2. "Witte Olifant"
3. "Goede Hoop"
4. "Walvis"
5. "Dromedaris"

Koloniens egentlige grundlæggelse skete i 1671 med det første landkøb fra khoikhoierne (kaldt "hottentotter" af nybyggerne) på indersiden af de oprindelige grænser til fortet, som blev bygget af van Riebeeck.
De tidligste kolonister var for det meste fra den lavere arbejderklasse og viste en ligegyldig holdning til at udvikle kolonien, men efter at en kommissionær blev sendt ud i 1685 for at skaffe flere nybyggere, tiltrak kolonien sig en mere hengiven gruppe af immigranter. Franske flygtninge ankom til Kap efter at have forladt deres land efter ophævelsen af Nantes-ediktet. Denne lille gruppe af immigranter havde en mærkbar indflydelse på de hollandske nybyggeres karakter. Takket være politikken, som blev indført i VOC, som dikterede, at skolerne udelukkende skulle undervise på nederlandsk, og strenge love om forsamlinger, ophørte de franske huguenotter inden midten af det 18. århundrede med at opretholde deres identitet, og kendskabet til fransk forsvandt.
Kapkolonisterne skaffede sig senere alt land fra khoikhoierne mod nord og øst fra deres base i Kapstaden. Et stort antal khoikhoier blev dræbt af kolonisterne. Mange døde i krig, og hele khoikhoistammer blev alvorligt skadet af koppeepidemier i 1713 og 1755. Nogle få stammer bevarede deres uafhængighed, men majoriteten af khoikhoierne tog arbejde hos kolonisterne som hyrder. Den hollandske regering indførte i 1787 en lov, som underlagde de nomadiske khoikhoier visse restriktioner. Den direkte effekt af denne lov var, at khoikhoierne blev endnu mere afhængige af bønderne eller tvang dem til at migrere mod nord. De, som drog væk, blev mødt med fjendtlighed af deres gamle fjender, sanfolket, som boede på sletterne fra Nieuwveld– og Sneeuberge-bjergene til Oranje.
Da de europæiske kolonister fortsatte med at presse sig ind over sanfolkets territorium, kom de i kontakt med dem. Bøndernes kvæg og får, som kun var vogtet af khoikhoi–hyrder, var meget fristende at stjæle for sanfolket. Repressalier fulgte, og situationen blev så anspændt, at det virkede for myndighederne, som om det eneste sikre var at udrydde sanfolket helt. Krigeriske bander, kendt som "kommandoer", drog ud for at udrydde sanfolket. På seks år skal kommandoerne have dræbt eller tilfangetaget op mod 3000 san. Ud af organiseringen af disse kommandoer med deres feltkommandanter og feltkornetter voksede den lokale styreform i de hollandsk–bosatte distrikter i Sydafrika.
De hollandske kolonister importerede også arbejdere fra Indien, Indonesien, Madagaskar og Mozambique. Fra disse arbejdere stammer Cape Coloureds, som i dag udgør majoriteten af befolkningen i Western Cape–provins.

### Konflikter med det hollandske Ostindiske kompagni
Hverken fjendtlighederne over for de indfødte eller kampen for at få landbruget til at lønne sig på Karoo eller veld forsinkede udviklingen for kolonisterne i lige så høj grad, som VOC's snæversynede og tyranniske politik. Kompagniet stoppede koloniens åbne immigration, monopoliserede handelen, slog de administrative, lovgivende og dømmende instanser sammen, fortalte bønderne, hvad de skulle dyrke og krævede en stor procentandel af hver bondes avl og trakasserede dem i øvrigt.
Kompagniet etablerede i 1745 en magistrat i Swellendam for at kontrollere emigranterne og et nyt i Graaff Reinet i 1786. Myndighederne erklærede, at Gamtoos skulle være koloniens østlige grænse, men emigranterne krydsede den snart. For at undgå konflikter med krigeriske, afrikanske stammer, som rykkede syd- og vestover fra det østlige, centrale Afrika, gik hollænderne i 1780 med til at gøre Fish River til koloniens grænse. De hårdt skatteplagede boere i grænsedistrikterne, som ikke fik beskyttelse mod afrikanerne, udviste i 1795 embedsmænd fra VOC og etablerede et uafhængigt styre ved Swellendam og Graaff Reinet.
Holland bukkede under for den franske hær under Napoleon Bonaparte i 1795. Hollands svaghed førte til, at en britisk armé under general James Henry Craig drog til Kapstaden for at sikre kolonien for statholder prins Vilhelm V af Oranje mod franskmændene. Guvernøren i Kapstaden nægtede først at bøje sig for ordrerne fra prinsen, men efter at briterne truede med at bruge magt, kapitulerede han. En af grundene til, at han gav efter, var, at khoikhoierne deserterede fra deres tidligere herrer og flokkede sig om briterne. Boerne i Graaff Reinet overgav sig ikke, før en hær blev sendt mod dem, og i 1799 og igen i 1801 gjorde de oprør. Kolonien kom i februar 1803 under kontrol af den Bataviske Republik som et resultat af Amiensfreden. Republikken indførte mange reformer, som kom oven i dem, som briterne havde indført under deres otte år lange styre. General Craig havde for eksempel afskaffet brugen af tortur i domstolsapparatet.

### Xhosakrigene og de første britiske immigranter
De første af mange krige mod xhosaerne blev udkæmpet, da Kapkolonien blev overført til Storbritannien. Xhosaerne, som krydsede kolonigrænsen, blev kastet ud af distriktet mellem floderne Sundays og Fish, kendt som Zuurveld, et slags neutralt område. Én gang før 1811 havde xhosaerne indtaget det neutrale område og angrebet kolonisterne. For at kaste dem ud fra Zuurveld gik oberst John Graham ind i området med en hær af blandede etniciteter i december 1811, og xhosaerne blev drevet over Fish River. Om oberst Grahams hovedkvarter opvoksede der en landsby, som bar hans navn, Graham's Town, som senere blev til Grahamstown.
En konflikt spidsede til mellem Kapkoloniens regering og xhosaerne i 1817. Den umiddelbare årsag var et forsøg fra koloniens myndigheders side på at håndhæve tilbageleveringen af noget stjålet kvæg. 22. april 1817 angreb xhosaerne Grahamstown, ledet af profethøvdingen Makana. Grahamstown var beskyttet af en håndfuld hvide soldater. Hjælp ankom tidsnok, og angrebet blev slået tilbage. Parterne blev enige om, at landet mellem floderne Fish og Keiskamma skulle være neutralt territorium.
Krigen i 1817–19 førte til den første bølge af immigration af britiske nybyggere i betydelig skala, en hændelse som fik langtrækkende konsekvenser. Den daværende guvernør, Charles Henry Somerset, hvis aftaler med xhosahøvdingerne havde vist sig ugennemførlige, ønskede at rejse en barriere mod xhosaerne ved at få hvide kolonister til at slå sig ned i grænseregionen. Efter råd fra lord Somerset stemte parlamentet i 1820 for at bruge £ 50.000 til at fremme migration til Kap, noget som fik 4000 briter til at emigrere. Disse immigranter, som i dag er kendt som nybyggerne i 1820, udgjorde Albanybosætningen, senere Port Elizabeth. De gjorde Grahamstown til deres hovedkvarter. Det var primært for at sikre grænseområdet, og den blev af den britiske regering hovedsagelig regnet som en måde at finde arbejde for nogle tusind af de arbejdsløse i Storbritannien. Men migrationen havde langtrækkende virkninger, som dets organisatorer ikke havde tilsigtet. Nybyggerne, som kom fra næsten alle dele af de britiske øer og fra næsten alle samfundslag, bevarede deres stærke loyalitet over for Storbritannien. I tidens løb blev de en modpart til de hollandske kolonister.
Ankomsten af disse immigranter introducerede også det engelske sprog i Kap. Engelsksprogede dekreter blev udsendt første gang i 1825, og i 1827 brugtes også engelsk i retssager. Men hollandsk var ikke forkastet, og kolonisterne blev stort set tosprogede.
Kolonien blomstrede, men mange hollandske bønder var lige så misfornøjede med britisk styre, som de havde været med VOC, selv om deres misnøje ikke handlede om de samme sager. Herrnhutiske missionærer havde i 1792 etableret sig med tanke på khoikhoierne, og i 1799 begyndte London Missionary Society forsøg på at omvende både khoikhoierne og xhosaerne. Missionærernes forsvar af khoikhoierne skabte meget misnøje blandt majoriteten af kolonisterne. Deres konservative syn fortsatte, for i 1812 blev der udstedt et dekret, som gav magistraterne magt til at have khoikhoibørn som lærlinge under forhold, der mindede om slaveri. I mellemtiden blev bevægelsen for afskaffelse af slaveri stærkere i England, og missionærerne appellerede til både kolonister og Storbritannien.
En hændelse i 1815/1816, bidrog meget til at gøre de hollandske pionerer permanent fjendtlige mod briterne. Bonden Bezuidenhout nægtede at adlyde en indkaldelse, han havde fået, efter en klage fra en khoikhoi var registreret. Han skød på mændene, som blev sendt for at arrestere ham, og han blev dræbt af modilden. Det førte til et mindre oprør. Da det blev slået ned, blev fem ringledere offentlig hængt af briterne ved Slagter's Nek, hvor de oprindelig havde sværget at kaste "de engelske tyranner" ud. Modviljen, som hængningen af dem medførte, blev forstærket af omstændighederne ved henrettelsen, idet skafottet, som oprørerne blev hængt fra, kollapsede under deres vægt, og mændene blev hængt én efter én. De meget religiøse, hollandske nybyggere troede, at skafottets kollaps var Guds handling. Et dekret fra 1827 afskaffede de gamle, hollandske domstole "landdrost" og "heemraden" og skiftede dem ud med bofaste magistrater. Dekretet stipulerede videre, at alle juridiske sager fra nu af skulle føres på engelsk. Et dekret i 1828 gav samme rettigheder til khoikhoierne og andre frie farvede mennesker som til hvide, efter at missionærerne havde kæmpet for deres rettigheder.
Et dekret i 1830 indførte strenge straffe for hård behandling af slaver, og til slut blev frigørelsen af slaver proklameret i 1834. Hver af disse dekreter afstedkom vrede fra bønderne rettet mod regeringen. For dårlig kompensation til slaveejerne og mistillid til betalingsformen førte til megen misnøje. I 1835 begyndte trenden atter med, at bønder trak ind i det ukendte land for at undslippe urimelige regeringer. Migrationen uden for koloniens grænser havde været kontinuerlig i 150 år, men var nu langt større.
På den østlige grænse opstod yderligere problemer mellem myndighederne og xhosaerne. 11. december 1834 dræbte en kommandoafdeling en høvding af højere grad. En hær på 10.000 mænd ledet af Macomo, bror til den dræbte høvding, gik over grænselandet, plyndrede og brændte landsbyerne og dræbte alle, som gjorde modstand. En koloni af frisatte khoikhoier var blandt dem, som led mest. De havde i 1829 fået lov til at slå sig ned ved Kat–dalen af britiske myndigheder. Der var få soldater i kolonien, men guvernør Benjamin d'Urban reagerede hurtigt, og alle disponible styrker blev samlet under oberst Harry Smith, som nåede Graham's Town den 6. januar 1835, seks dage efter nyhederne om oprøret var nået Kapstaden. Briterne kæmpede mod xhosaerne i ni måneder, før fjendtlighederne var slut den 17. september 1838 med underskrivelsen af en ny fredsaftale, som anerkendte, at hele landet til Kei skulle være britisk. Dets indbyggere blev erklæret for britiske undersåtter. Et administrationscentrum blev valgt og fik navnet King William's Town.

### Great Trek
Den britiske regering satte ikke pris på sir Benjamin d'Urbans handlinger. Den britiske kolonisekretær, lord Glenelg, erklærede i et brev til kongen, at "Kapkoloniens store ondskab består i dens omfang", og krævede at grænserne skulle flyttes tilbage til floden Fish. Han fik også d'Urban afskediget i 1837. "Kafferne," sagde lord Glenelgs udsending 26. december, "havde en retfærdig begrundelse for krig. De måtte vise misnøje og drog afmægtige ud for at hævne en række ran." Denne holdning mod xhosaerne var en af de mange grunde, trekboerne opgav for at forlade Kapkolonien. Great Trek som den kaldes, varede fra 1836 til 1840. Trækkerne som talte cirka 7000, grundlagde samfund med styreform med republikanske træk på den anden side af floderne Oranje og Vaal og i Natal. I Natal havde britiske immigranter allerede slået sig ned. Fra nu af sluttede Kapkolonien med at være det eneste europæiske samfund i Sydafrika, selv om det var det mest dominerende i mange år.
De migrerende boere skabte betydelige problemer på begge sider af floden Oranje, hvor boerne, basothoer, san og griquaer kæmpede om herredømmet, mens Kapregeringen bestræbte sig på at beskytte rettighederne af de indfødte. Efter råd fra missionærer, som udøvede stor indflydelse på alle ikke–hollændere, blev et antal indfødte stater anerkendt og subsidieret af Kapregeringen for at skabe fred på den nordlige grænse. Den første "aftalestat", som blev anerkendt, var Griqualand West til griqua–folket. Andre stater blev anerkendt mellem 1843 og 1844. Mens den nordlige grænse blev mere sikker, var tilstanden på den østlige grænse forfærdelig; regeringen var enten ikke i stand til eller ikke villig til at beskytte bønder fra xhosaerne.
Andre steder gjorde kolonien fremskridt. Forandringen fra slaveri til brug af frie arbejdere viste sig at være fordelagtig for bønderne i de vestlige provinser. Et effektivt uddannelsessystem blev antaget takket være John Herschel, astronomen som boede i Kapkolonien fra 1834 til 1838. Vejstyrer blev etableret, som viste sig at være meget effektive i etableringen af nye veje. Et nyt husdyrhold, fåreopdræt, supplerede den oprindelige hvededyrkning, kvægdrift og vinproduktion. Inden 1846 blev uld landets mest værdifulde eksportartikel. En lovgivende forsamling blev etableret i 1835 som gav kolonisterne del i magten.
Endnu en krig med xhosaerne, kendt som øksekrigen, brød ud i 1846, da en khoikhoieskorte, som var lænket til en xhosatyv med håndjern, blev myrdet, mens han transporterede fangen til Graham's Town for at stille ham for retten, fordi han have stjålet en økse. Nogle xhosaer angreb og dræbte eskorten. Xhosaerne nægtede at udlevere morderen, og der blev erklæret krig i marts 1846. Ngqikaerne var den vigtigste stamme, som deltog i krigen sammen med tambukierne. Xhosaerne blev besejret den 7. juni 1846 af general Somerset på Gwangu få kilometer fra Fort Peddie. Men krigen fortsatte til Sandili og ngqikaernes høvding overgav sig. Andre høvdinger fulgte gradvist efter, og inden 1848 var xhosaerne fuldstændigt kuet efter 21 måneders kampe.

### Udvidelse af britisk herredømme
I december 1847, som blev den sidste måned i øksekrigen, nåede Harry Smith Kapstaden med båd for at blive ny guvernør i kolonien. Han ændrede Glenelgs politik kort tid efter ankomsten. Han offentliggjorde en proklamation den 17. december 1847, hvori han udvidede koloniens grænser mod nord til Oranje og mod øst til floden Keiskamma. I et møde med xhosahøvdingerne den 23. december annoncerede han annekteringen af landet mellem Keiskamma og floden Kei til den britiske trone. Dermed havde han taget det territorium tilbage, som blev opgivet af lord Glenelg. Landområderne var rigtignok ikke indlemmet i Kapkolonien, men gjort til et afhængig område " Britisk Kaffraria". En stund accepterede xhosaerne de nye myndigheder, da de stort set blev overladt til sig selv. Guvernøren var optaget af andre vigtige sager, heriblandt indførelsen af britisk styre over boerne på den anden side af Oranje og etablering af fredelige relationer med boerne i Transvaal.
Et forslag om at gøre Kapkolonien til en fangestation førte til en krise. En rundskrivelse i 1848 af kolonisekretær jarl Henry George Grey, blev sendt til guvernøren i Kap og andre koloniguvernører og bad dem oplyse, hvad kolonisterne tænkte om at modtage en vis mængde fanger. Jarlen havde tænkt at sende irske bønder, som var blevet drevet til kriminalitet af hungersnøden i Irland i 1845 til Sydafrika. På grund af en misforståelse blev båden "Neptune" sendt til Kapkolonien, før kolonisternes mening var modtaget. Båden havde 289 fanger ombord, blandt dem den kendte irske oprører John Mitchel og hans kolleger. Da nyheden om at dette fartøj var på vej nåede Kap, blev folk voldelig oprømte og etablerede en antifangeforening, hvis medlemmer forpligtede sig på at afstå fra enhver handling med enhver, som kunne associeres "med landgangen, forsyningen eller ansættelsen af fanger".
Konfronteret med voldelig offentlig agitation accepterede sir Harry Smith ikke at slippe fangerne i land, da "Neptune" ankom i Simon's Bay 19. september 1849. I stedet blev de holdt om bord på skibet, til han fik ordre til at sende dem andre steder hen. Da hjemmeregeringen blev klar over sagens tilstand, blev der sendt ordre til at sende "Neptune" til Tasmanien. Skibet lettede anker efter at have ligget i Simon's Bay i fem måneder. Agitationen forsvandt ikke uden yderligere progression, da den førte til en anden bevægelse, som søgte at skaffe en fri, repræsentativ styresmagt for kolonien. Den britiske regering indvilgede i dette, som var lovet af lord Grey, og en konstitution blev etableret i 1854 med en frihed, som næsten ikke var set før.
Kontroversen havde knapt lagt sig, før kolonien igen blev involveret i krig. Xhosaerne var bitre over deres tabte uafhængighed og havde siden forrige krig i hemmelighed forberedt sig på en ny kamp. Smith blev informeret om den øgende truende holdningen til de indfødte og drog til grænseregionen. Her tilkaldte han Sandili og de andre høvdinge til et møde. Sandili nægtede at adlyde, og guvernøren erklærede ham afsat fra sit høvdingesæde på en forsamling med de andre høvdinge i oktober 1850. Han udnævnte en engelsk magistrat, Mr. Brownlee, til midlertidig høvding af ngqika–stammen.
Det så ud til at guvernøren troede han kunne forhindre krig og at Sandili kunne arresteres uden væbnet modstand. Oberst George Mackinnon, som var sendt ud med en lille hær for at sikre sig høvdingen, blev angrebet den 24. december 1850 i en trang kløft af et stort antal xhosaer. Han var tvunget til at trække sig tilbage efter at have mistet nogle mænd. Dette lille slag udløste et generelt oprør i hele ngqika–stammen. Nybyggere i militærlandsbyer, som var etableret langs grænsen, blev fanget i et overraskelsesangreb, efter at de havde samlet sig for at fejre juledag. Mange af dem blev dræbt, og deres huse blev sat i brand.
Andre tilbageslag fulgte hurtigt. Størstedelen af xhosapolitiet deserterede, mange af dem tog deres våben med sig. Opmuntret af den indledende succes omringede xhosaerne Fort Cox, hvor guvernøren var stationeret med få soldater, og angreb med en voldsom styrke. Flere mislykkede forsøg blev gjort på at dræbe Smith, og han måtte finde en flugtvej. I spidsen for 150 geværmænd til hest, fulgt af oberst Mackinnon, galopperede han ud af fortet og red 19 km til King William's Town gennem tung fjendtlig ild.
Imens dukkede en ny fjende op. Cirka 900 khoikhoier ved floden Kat, som i tidligere krige havde været briternes faste allierede, sluttede sig til deres tidligere fjender, xhosaerne. Kaps ridende geværmænd bestod stort set af khoikhoier. De klagede over, at de ikke havde fået samme behandling som andre, som tjente i koloniens forsvar. De mente, at de ikke havde fået kompensation for deres tab, og på forskellig vis følte de, at de var en såret og dårlig behandlet etnisk gruppe. En hemmelig alliance blev dannet med xhosaerne for med våbenmagt at fjerne europæerne og etablerede en khoikhoi–republik. Deres oprør blev fulgt af khoikhoierne ved andre missionstationer, og nogen af khoikhoierne i Kaps ridende geværmænd fulgte deres eksempel, inklusiv nogle af dem, som havde eskorteret guvernøren fra Fort Cox. Men mange af khoikhoierne forblev loyale, og mfenguerne stod ligeledes ved briternes side.
Efter at forvirringen efter overraskelsesangrebet havde lagt sig, vendte Smith og hans styrke krigens gang mod xhosaerne. Amatola-bjergene blev stormet, og Sarhili, den øverste høvding, som i hemmelighed havde assisteret ngqikaerne hele tiden, blev hårdt straffet. I april 1852 blev Harry Smith kaldt tilbage af jarl Grey, som anklagede ham, uretmæssig efter hertugen af Wellingtons mening, for at have ønsket at udløse krigen, og han blev fulgt af generalløjtnant Cathcart. Sarhili blev igen angrebet og kuet. Amatolas var nu renset for xhosaer, og små forter blev bygget for at forhindre, at de blev besat igen.
De britiske kommandanter manglede udstyr, og det var først i marts 1853, at den største af krigene i grænseområderne blev ført til ende efter tabet af flere hundrede britiske soldater. Kort efter blev Britisk Kaffraria gjort til britisk kronkoloni. Khoikhoi–bosætningen ved Kat vedblev, men khoikhoiernes magt i kolonien var knust.

### Den store amaXhosa–hungersnød
Xhosa–stammerne gav kun kolonien få problemer efter krigen. Det skyldtes hovedsageligt en ekstraordinær vrangforestilling, som voksede frem blandt xhosaerne i 1856 og førte til, at ca. 50.000 mennesker døde i 1857. Denne hændelse er et af de mest utrolige tilfælde af fejlplaceret tro i historien. Xhosaerne havde ikke accepteret deres nederlag i 1853 som afgørende og forberedte sig på at genoptage kampen mod europæerne.
En sygdom spredte sig i 1854 blandt xhosaernes kvæg. Den blev antaget, at sygdommen havde spredt sig fra nybyggernes. Resultatet var udstrakt kvægdød, og xhosaerne troede, at dødsfaldene skyldtes ubuthi, eller heksekunst. Pigen Nongqawuse hentede i maj 1856 i en dam nær mundingen af Gxarha-floden. Da hun kom tilbage, fortalte hun sin onkel Mhlakaza, at hun havde mødt tre ånder ved dammen. De fortalte hende, at alt kvæg skulle slagtes og afgrøderne ødelægges. Dagen efter ødelæggelserne ville de døde xhosaer vende tilbage og hjælpe med at smide de hvide ud. Forfædrene skulle bringe kvæg med sig for at erstatte det dræbte kvæg. Mhlakaza troede på profetien og tog den med til høvding Sarhili.
Sarhili gav ordre til, at kommandoen fra ånderne skulle adlydes. Til at begynde med blev xhosaerne beordret til at ødelægge fedekvæget. Nongqawuse hørte overnaturlige lyde, da hun stod i floden, hvor ånderne først var dukket op. Det tolkede af hendes onkel som ordre til at dræbe mere og mere kvæg. Nu gav ånderne ordre til at ingen af deres dyr skulle leve, og hvert kornfrø skulle ødelægges. Dersom det blev gjort på en given dato, skulle myriader af kvæg skønnere end det som blev slagtet dukke op fra jorden, mens store marker af korn, klar til høst, pludselig ville dukke op. De døde skulle genopstå, problemer og sygdom forsvinde, og ungdom og skønhed skulle komme til alle. Vantro og de hadede hvide mænd skulle forsvinde på dagen.
Folket hørte og adlød. Sarhili er antaget af mange mennesker at have været igangsætteren af profetierne. Det er sikkert at nogle af de største høvdinge troede, at de handlede i forberedelsen af en sidste kamp med europæerne. Deres plan var at kaste hele xhosanationen, fuldt bevæbnet og motiverede, mod kolonien. Troen på profeten blev styrket af generalløjtnant George Cathcarts dødsfaldet i Krimkrigen i 1854. Hans død blev tolket som indblanding fra deres forfædre.
Nogle troede hverken på profeterne eller søgte succes i krig, men ødelage deres sidste rester af mad i lydig troskab til høvdingens ordre. Folket handlede enten i sublim tro eller i lige stor lydighed. Store kraaler blev også forberedt til det lovede kvæg og store skindsække til mælken, som snart skulle være mere almindelig end vand. Til slut kom dagen, som ifølge profeterne skulle bringe jordens paradis. Solen steg og sank, men ingen forventede et mirakel skulle ske. Høvdingerne, som havde planlagt at kaste de motiverede krigere mod kolonien, havde begået en utrolig fejl i at ikke samle nationen under undskyldning om at bevidne opstandelsen. De indså deres fejl for sent og forsøgte at rette på situationen ved at ændre opstandelsen til en anden dag, men ren fortvivlelse havde taget pladsen til håbet og troen, og det var bare sultende og tryglende xhosaerne, der søgte briterne.
Ifølge bogen War of the Axe gjorde kolonisterne, hvad de kunne for at redde liv, men tusindvis døde. I den ekstreme hungersnød vendte mange xhosaer sig til kannibalisme, og et tilfælde af forældre, som spiste deres eget barn, er bekræftet. Blandt de overlevende var pigen Nongqawuse, men hendes onkel døde. En farverig beretning om hele hændelsen findes i G.M. Theal's History and Geography of South Africa (3. udgave, London, 1878). Det affolkede land blev derpå befolket af europæiske nybyggere, blandt dem medlemmer af den tyske legion, som havde tjent med den britiske hær i Krim, og cirka 2000 driftige nordtyske immigranter, som viste sig at være en værdifuld berigelse for kolonien.
Historikere ser nu på denne bevægelse som en dommedagsrespons både direkte til en lungesygdom, som spredte sig blandt xhosakvæget og i mindre grad til det stress, som xhosasamfundet blev påført gennem kontinuerlig tab af territorium og autonomi. Mindst en historiker har også antydet at det kan ses på som et oprør mod overklasserne i xhosasamfundet som brugte kvæget som et middel til at konsolidere velstand og politisk magt, og som havde mistet respekt, da de ikke kunne standse den hvide ekspansion.

### Guvernør George Grey
Sir George Grey blev guvernør i Kapkolonien i 1854. Efter hans mening var politikken som Storbritanniens regering påførte kolonien om ikke at regere på den anden side af Oranjefloden forkert. I 1858 foreslog han en plan for en konføderation som ville inkludere hele Sydafrika, men den blev forkastet af Storbritannien. Grey holdt en åben britisk vej gennem Bechuanaland langt ind i de indre dele af Afrika og fik støtte fra missionærerne Moffat og David Livingstone. Grey forsøgte også for første gang, ved siden af missionærerne, at uddanne xhosaerne og at etablere fast britisk autoritet blandt dem, noget som xhosaernes selvødelæggelse gjorde let. På den anden side af Keifloden blev de indfødte overladt til sig selv.
Grey forlod Kap i 1861. Under hans guvernørskab var ressourcerne i kolonien vokset med åbningen af kobber–minerne i Little Namaqualand, mohairuldindustrien var etableret og Natal gjort til en separat koloni. Åbningen i november 1863 af jernbanen fra Kapstaden til Wellington og bygningen i 1860 af den store mole i Table Bay som var længe tiltrængt på den utilgængelige kyst, markerede begyndelsen på offentlige bygværker i stor skala i kolonien. Det var mere eller mindre resultatet af at kolonien for en stor del styrede sig selv.
Provinsen Britisk Kaffraria blev indlemmet i kolonien i 1865 under titlen valginddelingerne til King William's Town og East London. Overføringen blev markeret med fjernelse af forbuddet mod salg af alkoholholdige drikke til de indfødte, og den frie handel i rusmidler som fulgte, havde beklagelige resultater blandt xhosastammerne. En alvorlig tørke i næsten hele kolonien i flere år, førte til stor økonomisk depression, og mange bønder led hårdt. Det var i 1869 at strudseopdræt blev indført.
Enten det var med eller uden hjemmeregeringens ønske, fortsatte grænserne for de britiske myndigheder at udvide sig. Basothoerne som boede i de øvre dale til Oranje, havde været underlagt et semiprotektorat til den britiske regering fra 1843 til 1854, men blev overladt til sine egne ressourcer, da herredømmet over Oranje blev opgivet. De havnede i langvarig krigstilstand med boerne i Oranjefristaten. I en presserende petition fra høvding Moshoeshoe I blev de erklæret britiske undersåtter i 1868, og deres territorium blev del af Kapkolonien i 1871. Samme år blev den sydøstlige del af Bechuanaland annekteret af Storbritannien som Griqualand West. Denne annektering var en konsekvens af opdagelsen der af rige diamantforekomster, en hændelse som skulle have langtrækkende konsekvenser.

### Udvikling af moderne forhold
Da diamanterne blev opdaget, oplevede Sydafrika depression i økonomien. Strudseopdrættet var i sin startfase, og landbruget var bare lettere udviklet. Boerne, med undtagelse af dem i den umiddelbare nærhed af Kapstaden, levede under primitive forhold. De handlede bare i begrænset grad med kolonien. Selv britiske kolonister var langt fra velstående. Diamantindustrien var derfor attraktiv, særlig for kolonister af britisk oprindelse. Den var også et middel til at demonstrere at Sydafrika som så ud til at være øde og fattig på overfladen, var rigt under overfladen. Det tager 40 dekar af Karoo at få et får, men det var nu muligt med nogen få kvadratmeter af diamantholdig blå jord at føde et dusin familier. Inden slutningen af 1871 havde der allerede samlet sig en stor befolkning i diamantgravene, og immigrationen øgede dramatisk. Blandt de første som søgte lykken i diamantgravene, var Cecil Rhodes.
Greys plan for en føderation af alle de forskellige kolonier i Sydafrika blev afslået i 1858 af myndighederne i Storbritannien. Henry Howard Molyneux Herbert, den 4. jarl af Carnarvon, statssekretær for kolonierne, vendte sin opmærksomhed til en føderation i Sydafrika efter at han oprettede en føderation i Canada. Han så for sig en lignende ordning i Sydafrika. Den repræsentative regering i Kapkolonien blev erstattet i 1872 af en "ansvarlig regering", dvs. selvstyreregering, og det nye parlament i Kapstaden modsatte sig måden, som lord Carnarvon præsenterede sit forslag.
Man vedtog en resolution den 11. juni 1875 som sagde, at enhver planlægning af en konføderation måtte have sin oprindelse i selve Sydafrika. James Anthony Froude, en anerkendt historiker, blev sendt af lord Carnarvon for at fremme sin politik i Sydafrika. Men den generelle offentlighed i Sydafrika så ham som diplomat og repræsentant for den britiske regering, og han det lykkedes derfor ikke i at få kolonisterne til at acceptere lord Carnarvons plan. Fingoland, Idutywa–reservatet og andre egne i xhosaernes grænseland blev i 1876 annekteret af Storbritannien, ud fra den forståelse, at Kapregeringen skulle sørge for styret af det. Lord Carnarvon var fremdeles fast bestemt på konføderation og udnævnte nu Henry Bartle Frere til guvernør i Kapkolonien og som højkommissær i Sydafrika.
Frere havde knap indtaget embedet som højkommissær, før han blev konfronteret med alvorlige problemer med indfødte i Zululand og i grænseområdet til Xhosaerne i Kapkolonien. Der var et alvorligt oprør i 1877 blandt galekaerne og gaikaerne. Det krævede en betydelig styrke af imperiets og koloniens tropper at bekæmpe oprøret, og krigen blev senere kendt som den niende xhosakrig. Den berømte xhosahøvding Sandili mistede livet i krigen. Efter krigen blev Transkei, eller territoriet til galekastammen, som var ledet af Kreli, annekteret af briterne. Mens krigen stod på, gik lord Carnarvon af fra sin stilling i den britiske regering, og hans planer for konføderation blev opgivet.
Bartle Frere, som havde vundet kolonisternes tillid og respekt gennem sin energiske og statsmandsagtige holdning til de indfødtes stater, blev kaldt tilbage i 1880 af John Wodehouse, 1. jarl af Kimberley, den liberale statssekretær for kolonierne. Bartle Frere blev fulgt af Hercules Robinson. Griqualand West hvor størsteparten af diamantforekomsterne lå, blev også en del af Kapkolonien.

### Oprindelsen til Afrikaner Bond
Den katastrofale afslutning på første boerkrig i 1881 havde konsekvenser for hele Sydafrika. Et af de vigtigste resultater var den første kongres til Afrikaner Bond, som blev afholdt i 1881 ved Graaf Reinet. Bevægelsen spredte sig til Transvaal, Oranjefristaten og Kapkolonien. Hvert land havde en provinsiel komité med distriktskomitéer. Afdelinger spredte sig i Sydafrika. Senere trak Bond i Kapkolonien sig bort fra sine republikanske afdelinger. Politikken til Bond opsummeres bedst af et uddrag fra De Patriot, en avis som blev publiceret i kolonien og som var støttespiller af Bond.
| Citat | Afrikaner Bond har mål at etablere en sydafrikansk nation ved at sprede ægte kærlighed for det som virkelig er vort fædreland. Det kunne ikke blive fundet et bedre tidspunkt at etablere Bond end i dag, da nationalbevistheden er blevet vækket af Transvaalkrigen... Den britiske regering fortsætter at tale om en konføderation under britisk flag, men det vil aldrig ske. Det kan de være trygge for. Der er bare et hinder i vejen for konføderation, og det er det britiske flag. Lad dem fjerne det, og en konføderation ville blive etableret inden et år under det frie afrikanerflag. Efter en tid vil englænderne indse, at rådet som blev givet dem af Froude var det bedste, de må kun have Simon's Bay som en marine– og militærstation på vej til Indien og overgive resten af Sydafrika til afrikanerne... Vort største våben i den sociale krig må være ødelæggelsen af engelsk handel gennem at etablere egne handelsselskaber... Det er hver eneste ægte afrikaners pligt at ikke bruge noget på englænderne som han kan undgå. (De Patriot, 1882.) | Citat |
|       | |       |

I tillæg til sine presseorganer, offentliggjorde Bond officielle udtalelser fra tid til anden, som var mindre ærlige i tonen end udtalelserne fra deres aviser. Nogle af artiklerne i Bonds oprindelige manifest kan regnes som helt neutrale, dvs. dem som henviste til justitsadministrationen, ærede folket osv. Men disse klausuler var meningsløse i synet på myndighederne i Kapkolonien, for artikel 3 i manifestet talte for en fuldstændig uafhængighed (zelfstandieheid) for Sydafrika, noget som svarede til højforræderi mod tronen.
Eftersom Bond førte til illoyalitet og manglende underordning hos nogle af indbyggerne i Kap, førte den også til loyalitet og patriotisme i en anden gruppe. Et flyveblad fra 1885 for associationen "Empire League" på vegne af Bond, sagde:
| Citat | 1. At etablissementet til den engelske regering her var til fordel for alle klasser, og 2. at tilbagetrækningen til den regering ville være katastrofal for alle som havde lagt interesser ned i kolonien... England kan aldrig, vil aldrig, give op for denne koloni, og vi kolonister vil aldrig give op for England. Lad os, indbyggere i Kapkolonien, være hurtige til at anerkende at vi er et folk, slå os sammen under frihedens strålende flag, med klare nok hoveder til at sætte pris på friheden vi nyder, og med hjerter fast bestemt på at holde fast ved vore sande privilegier. Lad os afstå fra bebrejdelser og fornærmelser af andre og glæde os over at vi har dette gode land som en fælles arv, husk at det er bare ved forrent handling at vi kan realisere dets store muligheder. Vi tilhører begge en hjemmekær flok, og fred og velstand i hvert hjem i landet er i fare. På vore handlinger afhenger spørgsmålet om vore børn skal forbande eller velsigne os, om vi skal leve i deres minde som forkæmpere for social kamp, med alle dens forfærdelige konsekvenser, eller som sammensluttede arkitekter af en glad, velstående og forregnet stat. Hver af os ser tilbage på en ædel fortid. Forrent kan vi sikre vore efterkommere en ikke uværdig fremtid. Uforent kan vi kun se frem mod stagnation, elendighed og ruiner. Er dette en let ting? | Citat |
|       | |       |

Det er sandsynlig, at mange englændere, som læste Empire Leagues manifest, regnede det som en uretmæssig alarm, men senere hændelser beviste fornuften i synerne, som det gengav. Fra 1881 fæstede der sig to store rivaliserende ideer, hver især i stærk opposition til den anden. En var imperialismen, fulde borgerrettigheder for alle "civiliserede" mænd, uanset hvilken race de tilhørte, under herredømmet og beskyttelsen af Storbritannien. Den anden var nominelt republikansk, men var faktisk eksklusiv oligarkisk og hollandsk. Politikken til ekstremister af den sidste gruppe blev opsummeret i en appel, som præsident Paul Kruger gav til Fristaten i februar 1881, da han bad dem: "Kom og hjælp os. Gud er med os. Det er hans vilje at forene os som et folk... at lave et forenet Sydafrika frit af britisk autoritet."
De to egentlige grundlæggere af Bond var tyskeren Borckenhagen, som boede i Bloemfontein, og afrikaneren Reitz, som blev statssekretær i Transvaal. Der er to nedskrevne samtaler, som viser de virkelige mål helt fra begyndelsen. Den ene var mellem Borckenhagen og Cecil Rhodes, den anden mellem Reitz og T. Schreiner, hvis bror senere blev statsminister i Kapkolonien. I den første samtale bemærkede Borckenhagen til Rhodes: "Vi ønsker et forenet Afrika," og Rhodes svarede: "Det gør jeg også". Borckenhagen fortsatte så med: "Der er ingen ting i vejen, vi vil tage dig som vor leder. Der er bare en lille ting: Vi må selvsagt være uafhængige af resten af verden." Rhodes svarede: "Du tager mig enten for en kæltring eller en torsk. Jeg ville været en kæltring, hvis jeg gav afkald på min historie og mine traditioner, og jeg ville være en torsk, fordi jeg ville blive mistroet af mine egne landsmænd og få mistillid af dine." Men som Rhodes sagde i Kapstaden i 1898, "den eneste chance for en virkelig union er den overhængende beskyttelse til en overlegen magt, og enhver tysker, franskmand eller russer vil fortælle dig at den bedste og mest liberale magt er den, som hendes majestæt regerer over."
Den anden samtale fandt sted akkurat, da Bond blev etableret. Reitz søgte Schreiner og protesterede mod, at Bond havde som mål at forkaste briternes styre og fjerne det britiske flag fra Sydafrika. Til det svarede Reitz: "Hvad hvis det er rigtigt?" Schreiner omformulerede sig på følgende måde: "Du antager ikke, at flaget vil forsvinde uden en voldsom strid og hårde kampe?" "Vel, jeg antager ikke det, men selv med det, hvad så?" svarede Reitz. Ovenfor dette vidnesbyrd med referencer til to af de største af Bonds forkæmpere, er det umuligt at nægte at fra begyndelsen lå den underliggende idé til Bond om et uafhængig Sydafrika.

### Hofmeyr
Kaps lovgivende forsamling vedtog i 1882 en lov som gav parlamentsmedlemmer retten til at tale på nederlandsk på forsamlingens talerstol , hvis de ønskede det. Meningen med vedtagelsen var liberal, men øjeblikket for at introducere den var uheldig, og dens effekt var at give yderligere stimulus til Bonds aktioner. Den tillod også et antal afrikanere at blive valgt til forsamlingen. Afrikanerne var dårlig uddannede og ville ikke være blevet valgt ,eftersom det blev krævet, at de skulle tale engelsk. Herefter fik afrikanske ledere større indflydelse.
Lederen for Afrikaner Bond i Kapkolonien og leder af den afrikanske opinion var Jan Hendrik Hofmeyr. Selv om han blev anerkendt som leder for afrikanerne i Kapkolonien, nægtede han konsekvent at indtage embeder, da han foretrak at lede politikken og handlingerne til andre på afstand. Hofmeyr sad i forsamlingen som medlem for Stellenbosch, et stærkt afrikansk valgområde. Hans indflydelse på de afrikanske medlemmerne var meget stærk, og ud over at lede politikken til Bond i Kapkolonien, støttede og forsvarede han den aggressive ekspansionspolitik til præsident Kruger og Transvaal–boerne.
Under en debat om disannektionsvedtagelsen for Basotholand i 1883 anklagede Rhodes Hofmeyr åbent for at ønske at skabe et "Forenede stater af Sydafrika under sit eget flag." Hofmeyr ledede i 1884 Bond i sin stærke støtte til Transvaal–boerne, som havde invaderet Bechuanaland ved at proklamere, at eftersom freebooterne i Bechuanaland ikke fik lov til at beholdte territoriet, de havde taget, selv om de totalt havde set bort fra konventionerne fra 1881 og 1884, ville der blive oprør blandt afrikanerne i Kapkolonien. Heldigvis for freden i Kapkolonien klarede Charles Warren, som var sendt af Imperiets regering for at opretholde britiske rettigheder, at fjerne de invaderende boere fra Stellaland og Goshen, som var to republikker, som blev stiftet af de invaderende boere i marts 1885. Dermed skete der ikke noget oprør. Bond–bevægelsen var så stærk i forsamlingen, at den tvang regeringen under Thomas Scanlen til at gå af i 1884.
Den logiske og konstituelle retning for Hofmeyr ville have været at acceptere embedet og danne en regering selv. Det nægtede han; i stedet foretrak han at give støtte til nogen, som ville være fuldstændig afhængig af ham: Upington, der var en dygtig irsk advokat, som dannede det, som blev kendt som "Warming Pot"–regeringen i 1884. Mange britiske kolonister, som forblev loyale mod Storbritannien var stærkt kritiske over for hans politiske gerning. Forfatningen, som Storbritannien havde givet Kapkolonien, gjorde, at de ønskede, at manden som havde reel politisk magt, skulle være den ansvarlige leder. Hofmeyrs nægtelse af at påtage sig ansvaret samt naturen i hans politik, gav ham det politiske øgenavn "muldvarpen". Englændere og engelske kolonister ville have accepteret en åben og ansvarlig udøvende magt, som det var nedlagt i landets forfatning. Men undergrundsmetoderne til den afrikanske politik blev foragtet af britisk–loyale kolonister.
Hofmeyr bestemte praktisk talt, hvordan afrikanske repræsentanter skulle stemme fra 1881 til 1898, mens han også ledede politikken bag Bond gennem dens historie. Han frasagde sig sit sæde i parlamentet i 1895, hvad der gjorde hans politiske diktatorskab endnu mere bemærkelsesværdigt. Andre velkendte politikere fra Kap tog samme politiske standpunkter som Bond for at opretholde deres popularitet.

### Rhodes og afrikansk sentimentalitet
Cecil Rhodes indså sin vanskelige stilling og viste et ønske om at forsone afrikansk sentimentalitet ved hensynsfuld behandling fra begyndelsen af hans politiske karriere. Rhodes blev først valgt som medlem af forsamlingen fra Barkly West i 1880. Han støttede loven som tillod brugen af hollandsk i forsamlingen i 1882, og tidligt i 1884 blev han udnævnt til sin første ministerpost som generalkasserer under Thomas Scanlen. Rhodes havde kun haft denne stilling i seks uger, da sir Thomas Scanlen trak sig. Sir Hercules Robinson sendte ham til Britisk Bechuanaland i august 1884 som vicekommisær for at afløse pastor John Mackenzie, London Missionary Societys repræsentant ved Kuruman som proklamerede dronning Victorias autoritet over distriktet i maj 1883. Rhodes' forsøg på at forsone boerne slog fejl, derfor var Warren–opdraget nødvendigt. Territorierne til Kapkolonien blev i 1885 yderligere ekspanderet, og Tembuland, Bomvanaland og Galekaland blev formelt lagt til kolonien. Gordon Spriggs blev statsminister i 1886.
Der var betydelig uro i Kapkolonien fra 1878 til 1885. Der var kroniske problemer med basothoer, som fik Kap til at give dem tilbage til de Imperiets myndigheder, og en række indfødte forstyrrelser, som blev fulgt af første boerkrig i 1881 og uro i Becuanaland i 1884. Til trods for disse tilbageslag fortsatte udviklingen af landet. Diamantindustrien blomstrede. En konference blev holdt i London i 1887 for at "fremme en tættere union mellem de forskellige dele af det britiske imperium gennem ens toldsatser". På denne konference foreslog Hofmeyr en slags plan om "zollverein", hvor imperiets toldsatser skulle lægges uafhængig af told, som blev betalt på alle varer, som importeredes. Ved at lægge forslaget frem, sagde han at hans mål var "at fremme imperiets union, og samtidig skaffe indtægter for dets generelle forsvar". Planen blev fundet at være upraktisk på den tid. Men ordene og sentimentaliten skabte et positivt syn på Hofmeyr.
Til trods for det mislykkede forsøg til statsmænd og højkommissærer på at skabe en politisk konføderation, satte medlemmerne i Kapparlamentet sig for at etablere en sydafrikansk toldunion i 1888. Toldunionen blev vedtaget og udgjorde en betydelig udvikling mod føderation. Kort efter at loven blev vedtaget, sluttede Oranjefristaten sig til unionen. Der blev da gjort et forsøg på at få Transvaal til at slutte sig til, men præsident Kruger, som fulgte sin egen politik, håbede at gøre Sydafrikanske republik fuldstændig uafhængig af Kapkolonien gennem en jernbane til Delagoa Bay. Planen om at skabe en toldunion som inkluderede Transvaal, faldt desuden ikke i præsident Krugers hollandske rådgiveres smag, siden de deltog i planerne om Hollands jernbaneselskab, som ejede jernbanerne i Transvaal.
En anden vigtig økonomisk hændelse for Kapkolonien og for hele Sydafrika var samlingen af diamantmineselskaber, som hovedsagelig blev gennemført af Cecil Rhodes, Alfred Beit og "Barney" Barnato i 1889. Et af de største og mest fordelagtige resultater af opdagelsen og udviklingen af diamantfelterne, var det store løft som det gav jernbaneekspansionen. Linjer blev åbnet til Worcester, Beaufort West, Grahamstown, Graaff Reinet og Queenstown. Kimberley blev nået i 1885. I 1890 blev linjen udvidet nordover på den vestlige grænse til Transvaal så langt som til Vryburg i Bechuanaland. Fristaten indgik en aftale i 1889 med Kap, og dermed blev den vigtigste godsjernbane udvidet til Bloemfontein. Fristaten modtog halvdelen af profitten. Efter det købte Fristaten dele af jernbanen, som lå i eget territorium til kostpris. Fristatens jernbane blev forlænget til Viljoen's Drift ved floden Vaal, og i 1892 nåede den Pretoria og Johannesburg.

### Rhodes som statsminister
Henry Brougham Loch blev i 1889 udnævnt til højkommissær og guvernør af Kapkolonien efter Robinson. Statsminister Sprigg gik af i 1890, og der blev dannet en ny regering med Rhodes som statsminister. Før den og mens Sprigg var statsminister, havde Hofmeyr opsøgt Rhodes og tilbudt ham embedet på vegne af Bond, men tilbuddet blev afslået. Men da Rhodes blev inviteret til at danne regering efter Sprigg–regeringen, bad han Bond–lederne møde ham og diskutere situationen. Hans holdning til told– og jernbaneunioner mellem de forskellige stater, samt den personlige tiltro, som mange afrikanere havde til ham, gjorde at han kunne igangsætte og gennemføre regeringens arbejde.
Kolonierne Britisk Bechuanaland og Basutoland blev nu inkluderet i toldunionerne mellem Oranjefristaten og Kapkolonien. Pondoland, et andet indfødt territorium, blev lagt til kolonien i 1894. Vedtaget tog for sig indfødte som boede i visse indfødte reservater og sørgede for deres interesser og ejendele. Det gav dem også visse privilegier som og krævede også af dem, at de skulle betale en lille indkomstskat. Da parlamentet var samlet i 1895, kunne Rhodes rapportere at vedtagelsen var gennemført for 160.000 indfødte. Arbejderklausulen, som ikke var blevet gennemført, blev fjernet i 1905. Klausulerne havde nogen succes siden de fik mange tusind indfødte til at opfylde deres arbejdskrav for at slippe for arbejderskat.
På andre områder blev Rhodes politik over for de indfødte præget af en kombination af omsorg og fasthed. Lige siden de fik selvstyre, havde de indfødte haft ret til at stemme. En lov fra 1892, efter Rhodes' krav, indførte en uddannelsestest på ansøgere, som ønskede at registrere sig som vælgere og at oprette flere andre restriktioner af indfødtes stemmeret, siden der var frygt for at "stammer" ville sætte styresædet i "fare".
Rhodes modsatte sig, at indfødte blev påtvunget alkohol og fjernede den helt i diamantminerne med fare for at fornærme nogen af sine tilhængere blandt brandy–bønderne i de vestlige provinser. Han nedlagde også restriktioner mod ordningen, så godt han kunne, i indfødte reservater og territorier. Men alkoholsalget fortsatte på kolonigårdene og til en vis grad i de indfødtes territorier og reservater. Khoikhoierne var specielt glade for alkohol, siden de var blevet næsten fuldstændigt demoraliseret efter deres militære nederlag.
Et lidet kendt tilfælde af Rhodes' ivrige indsigt i indfødtes affærer, som fik resultater for koloniens historie, er hans handlinger i en arvesag. Efter at territorierne øst for Kei blev lagt til Kap, kom et arvekrav for retten. I henhold til lovene i kolonien fastholdt retten, at den ældste søn af en indfødt var hans arving. Afgørelsen blev ilde ligt blandt de indfødte i territoriet, siden det direkte modsagde de indfødtes stammelove som anerkendte største søn, eller sønnen til høvdingens kone, som arving. Regeringen blev truet med yderligere oprør blandt de indfødte. Rhodes telegraferede sin forsikring om at kompensation skulle gives, og at afgørelser aldrig ville blive gjort igen. Hans forsikring blev accepteret og roen blev genoprettet.
Ved slutningen af den næste periode som parlamentet sad, fremlagde Rhodes et lovforslag, som han havde skrevet. Det var det korteste i forsamlingens historie. Det sagde at alle civile retssager skulle føres af magistrater, og at appeller skulle sendes til chefsmagistraten i territoriet med en vurdering. Strafferetten skulle føres for højesteretsdommere på omgang. Loven blev vedtaget, så magistraterne praktiserede i henhold til de indfødtes lov og indfødte ægteskabsvaner og love, inkluderet polygami, blev legaliseret i kolonien.
Hercules Robinson blev igen udnævnt til guvernør og højkommissær i Sydafrika i 1895 som efterfølger af Henry Loch. Samme år blev Joseph Chamberlain statssekretær for kolonierne.

### Bevægelsen for kommerciel føderation
Med udviklingen af jernbaner og væksten i handelen mellem Kap og Transvaal begyndte politikere begge steder at debattere en tættere relation. Mens Rhodes var statsminister i Kap, forsøgte han at få venlige forhold med kommerciel føderation til staterne og kolonierne i Sydafrika gennem en toldunion. Han håbede at etablere både en kommerciel union og en jernbaneunion, noget som illustreres med en tale han gav i 1894 i Kapstaden:
| Citat | Med fuld hengivenhed til flaget som jeg blev født under, og flaget jeg repræsenterer, kan jeg forstå sentimentalitet og følelserne til en republikaner som frem for alt skabte sin uafhængighed og sine værdier. Men jeg kan ærligt sige at jeg tror jeg i fremtiden kan assimilere det system som jeg er blevet forbundet med, med Kapkolonien, og det er ikke en umulig idé at naborepublikkerne, ved at beholde sin uafhængighed, burde dele med os når det gælder visse generelle principper. Eftersom jeg kan gøre det klart for dig, ville jeg sige principper for toldsatser, princippet for jernbaneforbindelser, principper for appel i love, principper for myntenhed og faktisk alle de principper som eksisterer i dag i USA, uafhængig af lokale forsamlinger som eksisterer i hver separat stat i dette land. | Citat |
|       | |       |

Præsident Kruger og Transvaal–regeringen fandt enhver mulig protest mod denne politik. Deres handlinger i det som skulle blive kendt som Vaal River Drift Question illustrerer bedst handlingsplanen som Transvaal–regeringen mente var bedst. En række uenigheder dukkede op over afslutningen af aftalen fra 1894 mellem Kaps jernbane og Hollands jernbane. Kapregeringen havde forskutteret £600.000 til Hollands jernbane og Transvaalregeringen med tanke på at udvide jernbanen fra Vaal til Johanneburg. Samtidig blev det stipuleret at Kapregeringen havde ret til at fastsætte trafiksatsen frem til slutningen af 1894 eller til Delagoa Bay–Pretoria–linjen var fuldført.
Trafiksatsen blev fastsat af Kapregeringen til 2d pr. ton pr. 1,6 km, men i begyndelsen af 1895 blev satsen for de 87 km af jernbane fra Vaal til Johanneburg hævet af Hollands jernbane til ikke mindre end 8d pr. ton pr. 1,6 km. Ud fra præsident Krugers efterfølgende handlinger, er det tydeligt at disse ændringer var baseret på hans personlige godkendelse med det mål at tvinge trafikken til Transvaal til at bruge Delagoa–ruten i stedet for den kolonielle jernbanen. For at konkurrere med denne meget høje sats, begyndte handelsmændene i Johanneburg at flytte deres varer over Vaal med vogne. Som en direkte respons, stængte præsident Kruger vadestederne langs Vaal for at forhindre vogntrafikken. Dette skabte en enorm blokering af vogne på bredderne af Vaal. Der var flere protester som blev leveret fra Kapregeringen mod handlingerne til Transvaal siden det var et brud på Londonkonventionen.
Præsident Kruger lod sig ikke rokke af disse protester, og en appel blev sendt til Imperiets regering. Regeringen indgik en aftale med Kapregeringen med den effekt, at hvis Kap ville bære halvdelen af omkostningerne ved et nødvendig felttog, assistere med tropper og gav fuld brug af Kaps jernbane for militære formål efter behov, skulle en protest blive sendt til præsident Kruger om emnet. Disse betingelser blev accepteret af Rhodes og hans kolleger, blandt andre W.P. Screiner, og en protest blev sendt af Chamberlain som sagde at regeringen regnede de lukkede vadesteder som brud på Londonkonventionen og som en uvenlig handling som krævede den alvorligste respons. Præsident Kruger genåbnede vadestedet umiddelbart og sagde at han ikke ville give yderligere direktiver om emnet uden konsultation med Imperiets regering.
Leander Starr Jameson gjorde sit berømte raid ind i Transvaal den 29. december 1895, og Rhodes' medvirkning i sagen tvang ham til at gå af som statsminister i Kap i januar 1896. Gordon Sprigg tog den tomme post. Eftersom Rhodes' medvirkning blev kendt, var der en stærk modvilje og undren blandt hans kolleger i Kap–regeringen, som havde været uvidende om hans forbindelser med disse planer. Bond og Hofmeyr fordømte ham meget, og afrikanerne blev endnu mere bitre mod briterne i Kap, noget som fik indflydelse på deres holdning mod Transvaalboerne.
Der var et indfødt oprør under bantu–høvdingen Galeshwe i Griqualand West i 1897, men Galeshwe blev arresteret og oprøret endte. Under forhør sagde Galeshwe, at Bosman, en magistrat i Transvaal, havde givet ham ammunition og opmuntrede ham til at gøre oprør mod regeringen i Kapkolonien. Der var nok beviser til at tro, at anklagerne var sande, og det passede med metoderne, som boerne af og til brugte blandt de indfødte.
Alfred Milner blev udnævnt til højkommissær for Sydafrika og guvernør i Kapkolonien i 1897 og afløste Hercules Robinson som blev adlet som baron Rosmead i august 1896.

### Schreiners politik
Den kommercielle føderation blev udvidet med endnu en stat, da Natal gik ind i toldunionen i 1898. Der blev skrevet et udkast til en ny konvention, som oprettede en "enhedstarif på alle importerede varer, som konsumeres indenfor denne union, og en distribution af told samlet ind på varer blandt parterne i en sådan union, og frihandel mellem kolonierne og staterne med tanke på alle sydafrikanske produkter". Der blev afholdt parlamentsvalg samme år, og her blev en ny Bond–regering valgt under W.P. Schreiner. Schreiner var statsminister i Kapregeringen til juni 1900.
Under forhandlingerne, som foregik før udbruddet af anden boerkrig i 1899, var temperaturen meget høj i Kap. Siden lederen for et parti var afhængig af støtte fra Bond, måtte han balancere. Men som statsminister i en britisk koloni følte loyale kolonister, at han burde afstå fra åbent at blande sig ind med Transvaals og Imperiets regering. Hans offentlige udtalelser var fjendtlige i tonen mod politikken, som Chamberlain og Alfred Milner førte. Schreiners fjendtlighed antages at have opmuntret præsident Kruger til at forkaste de britiske forslag. Under fire øjne brugte Schreiner al sin indflydelse på at få præsident Kruger til at godtage en "fornuftig" kurs, men uanset hvor gode hans intentioner var, ødelagde hans offentlig udtrykte misnøje med Chamberlain/Milner–politikken, mere end hans private indflydelse hos Kruger kunne gøre godt.
Schreiner bad højkommissæren den 11. juni 1899 om at informere Chamberlain om, at han og hans kolleger bestemte sig for at acceptere præsident Krugers Bloemfontein–forslag som "praktiske, fornuftige og et betydelig skridt i den rigtige retning". Men senere i juni begyndte afrikanske Kap–politikere at indse, at præsident Krugers holdning ikke var så fornuftig, som de havde troet, og Hofmeyr og Mr. Herholt, Kaps landbrugsminister, besøgte Pretoria. Efter de ankom, opdagede de, at Transvaals Volksraad var i kamphumør, og at den akkurat havde vedtaget en resolution som gav fire nye sæder i Volksraad, som skulle repræsentere minedistrikterne og 15 eksklusive burgher–distrikter. Hofmeyr udtrykte, da han mødte regeringen, indignation over denne udvikling. Hofmeyrs indflydelse blev mere end opvejet af udsendingen Abraham Fischer fra Fristaten. Han udgav sig for at være fredsskaber, men opmuntrede praktisk talt boernes regering til mere ekstreme tiltag.
Hofmeyrs ry som diplomat og leder af Kaps afrikanske parti, gjorde ham til en mægtig delegat. Hvis nogen kunne overbevise Kruger om at ændre sin plan, var det Hofmeyr. De moderate på alle sider af sagen så med forventning til Hofmeyr, men ingen i så stor grad som Schreiner. Men Hofmeyrs opdrag, som alle andres opdrag for at overbevise Kruger om at lægge om til en "fornuftig" og retfærdig kurs, viste sig at være resultatløs. Han returnerede skuffet til Kapstaden, men ikke overrasket over at hans opdrag mislykkedes. Imens skitserede boerregeringen et nyt forslag, som fik Schreiner til at skrive et brev den 7. juli til South African News, hvori han, mens han refererede til sin egen regering, skrev: "Mens denne regering er bekymret og fortsat er aktiv og ved godt håb i arbejdet med at sikre fornuftige modifikationer i det eksisterende repræsentationsystem i Sydafrikanske republik, er vi overbevist om at det ikke foreligger grundlag for aktiv indblanding i republikkens interne affærer".
Brevet viste sig at være meget uheldigt. Efter et møde 11. juli med Hofmeyr efter hans hjemkomst, appellerede Schreiner personligt til præsident Kruger om at møde Imperiets regering med en venlig holdning. En anden hændelse skete samtidigt, som skabte ekstremt fjendtlige offentlige følelser mod Schreiner. 7. juli blev 500 rifler og 1 million kasser med ammunition læsset af i Port Elizabeth, adresseret til regeringen i Fristaten og sendt videre til Bloemfontein. Schreiner blev gjort opmærksom på sendingen, men han nægtede at stoppe den. Han retfærdiggjorde sin afgørelse med, at siden Storbritannien ikke var i krig med Fristaten, havde han ingen ret til at stoppe våbenlasten gennem Kapkolonien. Men hans manglende handling gav ham kælenavnet "Ammunition Bill" blandt britiske kolonister. Han blev senere anklaget for at have forsinket sendingen af artilleri og rifler for at forsvare Kimberley, Mafeking og andre byer i kolonien. Han undskyldte sig med at han ikke forventede krig, og at han ikke ønskede at skabe uønsket mistænksomhed hos Fristatens regering. Hans fremfærd i begge tilfælde var ganske teknisk korrekt, men skabte stor misfornøjelse hos loyale kolonister.
Chamberlain sendte en forsonende melding til præsident Kruger den 28. juli og bad om et møde af delegater for at vurdere de sidste forslag. 3. august telegrafere Schreiner til Fischer og tryglede Transvaal om at acceptere Chamberlains forslag. Efter at have modtaget en forespørgsel fra Fristaten om bevægelserne til britiske styrker, afviste Schreiner brysk at udlevere information og henviste Fristaten til højkommisæren. 28. august lagde Gordon Sprigg forslag frem i forsamlingen om at diskutere fjernelse af våben fra Fristaten. Som svar krævede Schreiner stærkest mulig censurering af Sprigg, både i kolonien og i Storbritannien. Schreiner slog fast, at hvis der skulle dukke problemer op, ville Sprigg holde kolonien på tæerne både med tanke på militæret og folket. Under sin tale læste han et telegram fra præsident Steyn, hvori præsidenten tilbageviste enhver aggressiv handling fra Fristatens side som absurd. Talen skabte skandale i britisk presse.
Det er ganske oplagt fra en gennemgang af Schreiners fremfærd i sidste del af 1899, at han fejlvurderede situationen i Transvaal totalt. Han viste den samme manglende evne til at forstå uitlandernes misnøje, den samme forfængelige tro på den endelige retfærdighed til præsident Kruger, som statsminister i Kap, som han havde vist, da han vidnede foran British South Africa Select Committee i sagen om Jamesonraidet. Erfaringen skulle have lært ham, at det ikke gik an at appellere til præsident Krugers fornuft, og at enhver beroligelse fra præsident Steyn var uærlig.

### Den anden boerkrig, 1899–1902
Det første skud i den anden boerkrigen blev affyret ved Kraipan, en lille jernbanestation i Kapkolonien, 65 km syd for Mafeking. Et tog blev afsporet og ammunition som var tiltænkt oberst Robert Baden-Powell, blev taget. Det afskar Mafeking fuldstændigt. Mafeking var den nordligste by i Kapkolonien og var belejret i over syv måneder. 16. oktober 1899 blev også Kimberley isoleret. Der blev givet proklamationer ud fra Transvaal og Oranjefristaten som annekterede dele af Kapkolonien som inkluderede Britisk Bechuanaland og Griqualand West, hvor diamantfelterne befandt sig. 28. oktober 1899 signerede Schreiner en proklamation fra Alfred Milner som højkommissær som erklærede boerannekteringen af territorium inden for Kapkolonien for at være ugyldig.
Så kom de britiske tilbageslag ved Magersfontein (11. december 1899) og Stormberg (10. december 1899). Effekten af dem først i krigen med tanke på at de skete indenfor Kapkolonien skulle give et antal af koloniboere i grænseområdet mod til at slutte sig til sine slægtninge fra republikkerne. Boerne formerede sig hurtigt, og deres familier var store. Mange unge sønner fra kolonien, som ikke havde noget at tabe, forlod hjemmet med hest og riffel for at slutte sig til de republikanske styrker.
Samtidig blev de loyale Kapkolonister hæmmet af den træge indrullering til Imperiets myndigheder. Der var først lord Roberts og lord Kitcheners ankom til Kapstaden 10. januar 1900, at disse uvurderlige og mange af dem erfarne mænd blev inviteret til at deltage. Så stærke meninger havde lord Roberts om emnet, at han på en gang gjorde oberst Brabant, en velkendt og respekteret veteran og medlem af folkeforsamlingen, til brigadegeneral og rekrutterede loyale kolonister for alvor. 15. februar 1900 kom general French Kimberley til undsætning, og boergeneral Cronje evakuerede Magersfontein og trak sig tilbage til Bloemfontein.
Cecil Rhodes var indelukket i Kimberley under hele belejringen, og hans nærvær inspirerede uden tvivl boerne i sit forsøg på at tage byen, men hans unikke position og indflydelse hos arbejderne hos De Beers, gjorde det muligt for ham at samle småbrugere og skabte entusiasme og mod hos indbyggerne. Produktionen af en stor kanon som kunne konkurrere med boernes "Long Tom" ved værkstederne til De Beer under Rhodes' ordrer, gennem opfindsomheden til en amerikaner, Mr. Labram, som blev dræbt få dage efter at den blev fuldført, udgjorde en af de mest slående hændelser i perioden.
Da Mafeking blev undsat 17. maj 1900 endte Kapoprøret, og kolonien var for en tid fri for fjendtlige styrker.
James Rose–Innes, et fremtrædende medlem af forsamlingen som i flere år havde holdt sig neutral fra partierne og som også havde forsvaret Schreiners handlinger med tanke på våbenlasten til Fristaten, talte den 20. marts 1900 til sine vælgere i Claremont til støtte for annektering af begge republikker. I talen hævdede han, at Canada til trods for oprør havde loyaliteten fra fransk–canadierne gennem frie institutioner. I Sydafrika kunne de håbe på at en lignende politik ville skaffe et lignende resultat med boerne. Schreiner, hvis nylige støtte til Alfred Milner havde opbragt mange af hans Bond–tilhængere, gik i juni 1900 af, fordi nogle af hans kolleger nægtede at støtte den lov, han forberedte om, at stemmeret skulle fratages oprørere i henhold til synene til hjemmeregeringen, for at straffe Kapoprørerne. Denne lov var definitivt alvorlig nok, men at fratage støtterne til Bond stemmeret i stort antal var mere ubehagelig for Bond–ekstremister end straf mod individer. Gordon Sprigg, som efter en særdeles delikat politisk krise, fulgte Schreiner og blev statsminister for 4. gang, fik loven godkendt i samarbejde fra Schreiner og hans sektion.
Mod slutningen af år 1900 gik krigen ind i en ny fase og tog form af guerillatræfninger med spredte styrker af boere. I december gik nogen af disse grupper ledet af Jan Smuts ind i Kapkolonien og forsøgte at få koloniboerne til at slutte sig til dem. Til at begynde med mødte de lidt eller ingen succes, men som 1901 skred frem og boerne fremdeles klarede at holde de forskellige distrikter urolige, blev det vurderet nødvendigt af myndighederne at erklære undtagelsesstilstand i hele kolonien. Det blev gjort 9. oktober 1901.
Alfred Milner blev indsat som guvernør i Transvaal og Orange River Colony den 4. januar 1901, kort før han blev adlet som lord Milner. Samme dag blev Walter Hely-Hutchinson, guvernør i Natal, udnævnt som hans efterfølger som guvernør i Kapkolonien. Embedet som højkommissær i Sydafrika blev nu skilt ud fra guvernørembedet i Kap og associeret med det i Transvaal, en indikation på ændrede forhold i Sydafrika. Delingen af kolonister som foretrak boerstaterne og dem, som holdt fast på den britiske forbindelse blev reflekteret til skade for det offentlige velvære i partierne i Kapparlamentet. Der kom forslag om at suspendere konstitutionen, men denne drastiske kurs blev ikke fulgt. Det progressive parti, navnet blev taget af dem, som søgte en permanent bosætning under britisk flag, mistede sin leder, og Sydafrika sin største statsmand, da Cecil Rhodes døde i maj 1902, få uger før krigen sluttede.

### Efter krigen
Boernes anerkendelse af deres nederlag i felten og overgivelsen til cirka 10.000 oprørere svækkede ikke afrikanernes forsøg på at skaffe sig politisk herredømme i kolonien. Statsminister Sprigg, som nominelt var leder for de progressive, forsøgte at fastholde sin stilling i sommeren 1902 ved at sikre Bond–partiets støtte i parlamentet. Tidligt i 1903 inkluderede Chamberlain Kapstaden i sit besøg til Sydafrika og havde en konference med de politiske ledere fra alle partier. Forsoning mellem Bond og britiske elementer i kolonien var rigtignok fremdeles umulig, og de to parter koncentrerede sig om deres forsøg på at sikre sejren i det kommende valg. Hofmeyr, som havde valgt at tilbringe store dele af krigen i Europa, returnerede til Kap for at reorganisere Bond. På den anden side tog dr. Jameson skridtet som leder for de progressive. Parlamentet blev opløst i september 1903. Det havde efter krigen vedtaget to vigtige love: i 1902 ved at lægge restriktioner på fremmed immigration, i 1903 ratificeredes den første toldkonvention mellem de sydafrikanske kolonier. Denne konvention blev kendt for sin særbehandling mod import fra Storbritannien, generelt blev der givet en rabat på 25% i told.
Valget var præget af sagen om britisk eller Bonds herredømme. Der blev udkæmpet på grundlag af et stemmeregister, som var renset for oprørere, mange af dem var i fængsel, og de var frataget stemmeretten. Hver side forsøgte at sikre sig støtte fra indfødte vælgere, som i flere valgkredse var på vippepunktet. Mændene fra Bond lovede mere end deres modstandere til de indfødte og inviterede til og med en afrikansk journalist (som afslog) til at blive kandidat til forsamlingen. Med tanke på agitationen før introduktionen af kinesiske arbejdere til at arbejde i minerne, erklærede de progressive sin intention, hvis de vandt valget, til at ekskludere dem fra kolonien, og denne erklæring gav dem nogen indfødte stemmer. Optællingen i januar og februar 1904 resulterede i en progressiv majoritet på fem repræsentanter i en forsamling på 95 repræsentanter. De tabende kandidater var fremstående Bond–tilhængere som Merriman, Sauer, Gordon Sprigg og A. Douglass, et andet medlem af regeringen. Schreiner opstillede som uafhængig og blev heller ikke valgt.

### Jameson–regeringen
Sprigg gik af 18. februar og blev fulgt af dr. Leander Starr Jameson som dannede en i karakter helt britisk regering. Den første opgave til den nye regering var at introducere et tillæg til repræsentationslovgivningen, for delvis at rette ujævnheder op mellem valgdistrikter i landet og i byerne. 12 nye sæder i repræsentanternes hus blev fordelt blandt de største byer og tre medlemmer blev lagt til det lovgivende råd. Byvælgerne var for det meste britiske, og lovforslaget mødte bitter modstand fra Bond–medlemmerne, som erklærede, at det var dens mål at udrydde deres parlamentariske magt. Men loven skyldtes en stor ujævnhed i fordelingen af sæder, som en minoritet af vælgere i landdistrikterne drog nytte af.
Byerne var selv efter den nye lov underrepræsenteret i parlamentet. Loven blev støttet af to eller tre afrikanske medlemmer, som blev udsat for voldelige angreb fra Bondsmænd. Valgene for de ekstra sæder blev afholdt i juli efter at sessionen var over. De resulterede i en styrkelse af de progressives majoritet både i repræsentanternes hus og i det lovgivende råd, hvor de progressive kun havde en majoritet på en repræsentant.
I begyndelsen stod Jameson–regeringen oven for en alvorlig finansiel situation. I løbet af krigen havde forsyningen af hæren i feltet ført til en kunstig handelsinflation, og Sprigg–regeringen havde fulgt en politik med ekstraordinære udgifter, som ikke havde hjemme i koloniens finanser. Den træge genopbygning af guldminerne og andre industrier i Transvaal efter krigen viste igen stor nedgang i handelen i Kapkolonien i sidste halvdel af 1903. Situationen blev forværret af alvorlig tørke. Da dr. Jameson blev statsminister, kom han til en tom statskasse, og måtte tage betydelige midlertidige lån.
Gennem 1904 fortsatte indtægterne at synke. Fra 1903 sank de fra £11.701.000 til £9.913.000. Regeringen underskrev ud over nedskæringer i statslønningerne og af en streng økonomi i juli 1904 et lån på £3 millioner. Den vedtog også en lov som indfødte en graderet skat (6d til 1s pr. pund) på alle indtægter over £1000. En betydelig moms blev lagt på spiritus og øl, og der blev gennemført lettelser for brandy–bønderne. Resultatet var, at mens der var et underskud på budgettet i 1904–05 på £731 000, viste budgettet for 1905–06 et overskud på £5161. Dette lille overskud kom trods yderligere nedgang i indtægterne.
Dr. Jamesons program var stort set materiel udvikling. Med ordene til talen som åbnede sessionen i parlamentet i 1905, "uden en betydelig udvikling af vore agrikulturelle og pastorale resurser, kan vor position ikke som selvforsørgende koloni sikres". Denne afhængighed af egne resurser var endnu mere nødvendig på grund af den intense rivaliseringen med Natal og Delagoa Bay i handelen med Transvaal. Åbningen af afsidesliggende distrikter ved hjælp af jernbaner blev energisk fulgt, og på andre måder blev der gjort store anstrengelser for at støtte agrikulturen. Disse forsøg på at hjælpe landdistrikterne blev mødt af kølig anerkendelse fra afrikanerne, og løsladelsen i maj 1904 af alle de fængslede oprører var et nyt skridt mod forsoning. I eksklusionen af kinesere fra kolonien var også Bond–partiet enigt med regeringen. En uddannelseslov blev vedtaget i 1905 som etablerede skolestyre baseret på folkelig stemmeret og gav gradvis indføring af obligatorisk uddannelse. Kultiveringen af venlige relationer med nabokolonierne var også et af de vigtigste mål i Jamesons politik.
Bond søgte at nærme sig Het Volk, boerorganisationen i Transvaal, og lignende organisationer. På sin kongres i 1906 i marts i Ceres blev der vedtaget en resolution der en satte som mål at forene afrikansk kultur i hele Sydafrika, i henhold til den oprindelige forståelse af Bond.

Sager som gjaldt de indfødte, viste sig at være en stadig kilde til betydelig usikkerhed. I januar 1905 lagde en kommision som gik på tværs af kolonierne en rapport frem på indfødt–spørgsmålet siden det havde indvirkning på Sydafrika som helhed. Der blev lagt forslag frem for ændringer i lovene i Kapkolonien med tanke på stemmeretten til de indfødte. Efter kommissionens mening var det sikkert at stemmeretten til de Kap–indfødte under eksisterende forhold med tiden ville føre til en uholdbar situation, og den var dermed en uklog og farlig ting. Registreringen i 1905 viste at der var over 23.000 "farvede" vælgere i kolonien. Kommissionen foreslog separate valg for indfødte for et fastsat antal medlemmer i den lovgivende forsamling, samme plan som blev adopteret af New Zealand for maorivælgerne. Den privilegerede stilling til Kap–indfødte blev set på som et hinder for en føderation i Sydafrika. Diskussionen, som fulgte baseret på rapporter om at regeringen vurderede at tage stemmeretten fra de indfødte, førte derimod ikke til umiddelbare resultater.
En anden forstyrrende faktor i forbindelse med sager om de indfødte var oprøret til khoikhoierne og hereroerne i Tysk Sydvestafrika. Et stort antal med nogle af de vigtigste høvdinger flygtede i 1904 og årene efter ind i britisk territorium, og der blev lagt krav frem i Tyskland om, at det blev taget kontrol over disse flygtninge, men der blev ikke fulgt op af Kap–regeringen. Problemet endte i september 1907, da Morenga, en høvding som var blevet interneret af kolonimyndighederne, men var flygtet og havde genoptaget fjendtlighederne mod tyskerne, var igen var på britisk side af grænsen. Da han nægtede at overgive sig og blev forfulgt af Kaps ridende politi, blev han dræbt i aktionen.
Oprøret i det tyske protektorat havde været den indirekte årsag til et "boerraid" ind i Kapkolonien næsten et år før Morenga døde. I november 1906 gik en lille gruppe af Transvaal–boerne som var ansat af tyskerne mod khoikhoierne under lederskabet af en Ferreira ind i kolonien og begyndte at raide gårde og tvangsrekrutteret. Inden en uge var alle i gruppen taget til fange. Ferreira og fire medsammensvorne blev stillet for retten, anklaget for mord og dømt i februar 1907. Dødsdommerne blev ændret til straffearbejde.
Som et resultat af en interkolonial konference i Pietermaritzburg i de tidlige måneder af 1906 trådte en ny toldkonvention af strengt beskyttende karakter i kraft den 1. juni 1906. Samtidig blev rabatten på gods fra Storbritannien og tilhørende kolonier øget. Sessionen i parlamentet, som sanktionerede denne ændring, var kendt for sin opmærksomhed ovenfor kunstvandings– og jernbaneplaner. Et vigtig tiltag af politisk karakter blev vedtaget i 1906, et amnestivedtag. Under dens provisioner fik over 7000 tidligere oprørere som ellers ikke havde haft stemmeret i det påfølgende valg, sin stemmeret tilbage i 1907.
Mens tiltagene, som blev gjort for at udvikle agrikultur og mineralresurserne i landet lykkedes, fortsatte byerne at lide af inflation, overkøb, overbygning og overspekulation, som markerede krigsperioden. En konsekvens var, at importen gik yderligere ned i 1906–07, og siden modtagerne stor set var afhængige af told var resultatet en betydelig svindende indtægt. Revisionen for året som endte 30. juni 1907 viste et underskud på £640 455. Nedgangen i indtægt, £4 millioner på fire år, selv om den ikke reflekterede den økonomiske tilstand i landet siden det årligt blev mere selvforsynet ved øgning i hjemmeproduktionen, førte til en foruroligende stemning og skadede stillingen til regeringen.
I sessionen i 1907 fremmede oppositionen i den lovgivende forsamlingen en krise ved at nægte at give forsyninger fremstemt af repræsentanternes forsamling. Dr. Jameson bestred de konstitutionelle rettigheder til parlamentet til at gøre dette, og på hans råd opløste guvernøren parlamentet i september 1907. Før parlamentet blev opløst, vedtog det at indføre en skat på 10% på diamant– og kobbermineselskaberne, som tjente over £50 000 pr. år, og en anden lov, som etablerede en landbrugskreditbank.

### Merriman–regeringen
Valgene til det lovgivende råd blev afholdt i januar 1908 og resulterede i Bond–sejer. Dets tilhængere kaldte sig det sydafrikanske parti (de progressive blev omdøbt til "unionister") og fik 17 sæder af 26. Dr. Jameson gik derfor af 31. januar 1908, og der blev dannet regering med John X. Merriman som statsminister og finansminister og J.W. Sauer som minister for offentlige arbejde. Ingen af dem var medlemmer af Bond, og begge havde haft embeder under Rhodes og Schreiner. Men de var velkendt af de ledende parlamentariske eksponenterne for Bond–politikken. Valget for den lovgivende forsamling fulgte i april, og delvis som konsekvens af at oprørerne havde fået sin stemmeret tilbage, endte i en afgørende majoritet for Merriman–regeringen. Parlamentet bestod nu af 69 medlemmer af det sydafrikanske parti, 33 unionister og fem uafhængige, blandt dem Sprigg og Schreiner.
Ændringen i regeringen blev ikke fulgt af forbedring i den finansielle situation. Mens landdistrikterne forblev nok så blomstrende, fortsatte transithandelen og de urbane industrierne sin nedgang. Depressionen blev forstærket af den finansielle kris i USA som særligt påvirkede uldhandelen og i mere markeret grad diamanthandelen som førte til delvis stop i gravene i Kimberley. Nedgangen i diamanthandelen vises ved at sammenligne værdien af diamanter eksporteret fra Kap i årene 1907 og 1908. I 1907 havde de en værdi på £8.973.148, mens denne havde sunket til £4.796.655 i 1908. Dette havde alvorlige konsekvenser på indtægter.ne, og den offentlige revisionen for året 1907–08 viste et underskud på £996.000 og et tilsvarende underskud på omtrent samme beløb året efter.
For at balancere budgettet, foreslog Merriman drastisk medicin, inkluderet suspension af det synkende fond, reduktion i alle statsansattes løn og skat på indtægt over £50 pr. år. Delvis som en konsekvens af den alvorlige økonomiske situation fik den fornyede bevægelse for en tættere union mellem de forskellige sydafrikanske kolonier, formelt sat i gang af dr. Jameson i 1907, støtte fra Kap–parlamentet. I løbet af 1907–08 bestemte en national konvention sig for union, og i 1910 blev Sydafrikanske union etableret og Kapkolonien blev Kap-provinsen i den.

## Guvernører i Kapkolonien (1652–1910)
Tittelen til grundlæggeren af Kapkolonien, Jan van Riebeeck, var "kommandant af Kap", en stilling han havde fra 1652 til 1662. Han blev efterfulgt af en lang række av både hollandske og britiske administratorer, afhængig af hvem som havde magten for tiden:

### Kommandanter af det hollandske Ostindiske kompagnis koloni (1652–1691)
| Guvernør                     | Fra                | Til                | Kommentar  |
| Jan van Riebeeck             | 7. april 1652      | 6. maj 1662        |            |
| Zacharias Wagenaer           | 6. maj 1662        | 27. september 1666 |            |
| Cornelis van Quaelberg       | 27. september 1666 | 18. juni 1668      |            |
| Jacob Borghorst              | 18. juni 1668      | 25. marts 1670     |            |
| Pieter Hackius               | 25. marts 1670     | 30. november 1671  |            |
| Albert van Breugel           | april 1672         | 2. oktober 1672    | fungerende |
| Isbrand Goske                | 2. oktober 1672    | 14. marts 1676     |            |
| Johan Bax dit van Herenthals | 14. marts 1676     | 29. juni 1678      |            |
| Hendrik Crudop               | 29. juni 1678      | 12. oktober 1679   | fungerende |
| Simon van der Stel           | 10. december 1679  | 1. juni 1691       |            |

### Guvernører af det hollandske Ostindiske kompagnis koloni (1691–1795)
| Guvernør                                                   | Fra                | Til                | Kommentar                        |
| Simon van der Stel                                         | 1. juni 1691       | 2. november 1699   |                                  |
| Willem Adriaan van der Stel                                | 2. november 1699   | 3. juni 1707       |                                  |
| Johannes Cornelis d’Ableing                                | 3. juni 1707       | 1. februar 1708    | fungerende                       |
| Louis van Assenburg                                        | 1. februar 1708    | 27. december 1711  |                                  |
| Willem Helot                                               | 27. december 1711  | 28. marts 1714     | fungerende                       |
| Maurits Pasques de Chavonnes                               | 28. marts 1714     | 8. september 1724  |                                  |
| Jan de la Fontaine                                         | 8. september 1724  | 25. februar 1727   | fungerende                       |
| Pieter Gijsbert Noodt                                      | 25. februar 1727   | 23. april 1729     |                                  |
| Jan de la Fontaine                                         | 23. april 1729     | 8. marts 1737      | fungerende                       |
| Jan de la Fontaine                                         | 8. marts 1737      | 31. august 1737    |                                  |
| Adriaan van Kervel                                         | 31. august 1737    | 19. september 1737 | døde efter tre uger i stillingen |
| Daniël van den Henghel                                     | 19. september 1737 | 14. april 1739     | fungerende                       |
| Hendrik Swellengrebel                                      | 14. april 1739     | 27. februar 1751   |                                  |
| Ryk Tulbagh                                                | 27. februar 1751   | 11. august 1771    |                                  |
| Joachim van Plettenberg                                    | 11. august 1771    | 18. maj 1774       | fungerende                       |
| Joachim van Plettenberg                                    | 18. maj 1774       | 14. februar 1785   |                                  |
| Cornelis Jacob van de Graaff                               | 14. februar 1785   | 24. juni 1791      |                                  |
| Johannes Izaac Rhenius                                     | 24. juni 1791      | 3. juli 1792       | fungerende                       |
| Sebastiaan Cornelis Nederburgh og Simon Hendrik Frijkenius | 3. juli 1792       | 2. september 1793  | generalkommistionærer            |
| Abraham Josias Sluysken                                    | 2. september 1793  | 16. september 1795 |                                  |

### Britisk koloni (1. gang, 1797–1803)
| Guvernør         | Fra  | Til  | Kommentar           |
| George Macartney | 1797 | 1798 |                     |
| Francis Dundas   | 1798 | 1799 | 1. gang, fungerende |
| George Yonge     | 1799 | 1801 |                     |
| Francis Dundas   | 1801 | 1803 | 2. gang, fungerende |

### Bataviske republik (hollandsk) koloni (1803–1806)
| Guvernør                        | Fra  | Til  |
| Jacob Abraham Uitenhage de Mist | 1803 | 1804 |
| Jan Willem Janssens             | 1803 | 1806 |

### Britisk koloni (2. gang, 1806–1910)
| Guvernør                      | Fra  | Til  | Kommentar                                  |
| David Baird                   | 1806 | 1807 | Fungerende                                 |
| Henry George Grey             | 1807 | 1807 | 1. gang, fungerende                        |
| Du Pré Alexander              | 1807 | 1811 |                                            |
| Henry George Grey             | 1811 | 1811 | 2. gang, fungerende                        |
| John Cradock                  | 1811 | 1814 |                                            |
| Robert Meade                  | 1813 | 1814 | Fungerende for Cradock                     |
| Charles Henry Somerset        | 1814 | 1826 |                                            |
| Rufane Shaw Donkin            | 1820 | 1821 | Fungerende for Somerset                    |
| Richard Bourke                | 1826 | 1828 | Fungerende                                 |
| Galbraith Lowry Cole          | 1828 | 1833 |                                            |
| Thomas Francis Wade           | 1833 | 1834 | Fungerende for D'Urban fra 10. januar 1834 |
| Benjamin d'Urban              | 1834 | 1838 |                                            |
| George Thomas Napier          | 1838 | 1844 |                                            |
| Peregrine Maitland            | 1844 | 1847 |                                            |
| Henry Eldred Curwen Pottinger | 1847 | 1847 |                                            |
| Harry Smith                   | 1847 | 1852 |                                            |
| George Cathcart               | 1852 | 1854 |                                            |
| Charles Henry Darling         | 1854 | 1854 | Fungerende                                 |
| George Edward Grey            | 1854 | 1861 |                                            |
| Robert Henry Wynyard          | 1859 | 1860 | 1. gang, fungerende for Grey               |
| Robert Henry Wynyard          | 1861 | 1862 | 2. gang, fungerende                        |
| Philip Edmond Wodehouse       | 1862 | 1870 |                                            |
| Charles Craufurd Hay          | 1870 | 1870 | Fungerende                                 |
| Henry Barkly                  | 1870 | 1877 |                                            |
| Henry Bartle Frere            | 1877 | 1880 |                                            |
| Henry Hugh Clifford           | 1880 | 1880 | Fungerende                                 |
| George Cumine Strahan         | 1880 | 1881 | Fungerende                                 |
| Hercules Robinson             | 1881 | 1889 | 1. gang                                    |
| Leicester Smyth               | 1881 | 1881 | 1. gang, fungerende for Robinson           |
| Leicester Smyth               | 1883 | 1884 | 2. gang, fungerende for Robinson           |
| Henry D'Oyley Torrens         | 1886 | 1886 | Fungerende for Robinson                    |
| Henry Augustus Smyth          | 1889 | 1889 | Fungerende                                 |
| Henry Brougham Loch           | 1889 | 1895 |                                            |
| William Gordon Cameron        | 1891 | 1892 | 1. gang, fungerende for Loch               |
| William Gordon Cameron        | 1894 | 1894 | 2. gang, fungerende for Loch               |
| Hercules Robinson             | 1895 | 1897 | 2. gang                                    |
| William Howley Goodenough     | 1897 | 1897 | Fungerende                                 |
| Alfred Milner                 | 1897 | 1901 |                                            |
| William Francis Butler        | 1898 | 1899 | Fungerende for Milner                      |
| Walter Hely-Hutchinson        | 1901 | 1910 |                                            |
| Henry Jenner Scobell          | 1909 | 1909 | Fungerende for Hely-Hutchinson             |

Stillingen som højkommissær for det sydlige Afrika blev også holdt fra 27. januar 1847 til 31. maj 1910 af guvernøren i Kapkolonien. Stillingen som guvernør i Kapkolonien blev fjernet den 31. maj 1910 da kolonien sluttede sig til Sydafrikanske union.

## Statsministre i Kapkolonien (1872–1910)
| Statsminister            | Fra  | Til  | Kommentar |
| John Charles Molteno     | 1872 | 1878 |           |
| John Gordon Sprigg       | 1878 | 1881 | 1. gang   |
| Thomas Charles Scanlen   | 1881 | 1884 |           |
| Thomas Upington          | 1884 | 1886 |           |
| John Gordon Sprigg       | 1886 | 1890 | 2. gang   |
| Cecil Rhodes             | 1890 | 1896 |           |
| John Gordon Sprigg       | 1896 | 1898 | 3. gang   |
| William Philip Schreiner | 1898 | 1900 |           |
| John Gordon Sprigg       | 1900 | 1904 | 4. gang   |
| Leander Starr Jameson    | 1904 | 1908 |           |
| John X. Merriman         | 1908 | 1910 |           |

Stillingen som statsminister i Kapkolonien blev fjernet den 31. maj 1910 da kolonien sluttede sig til Sydafrikanske union.